# Firus Bakhor
Firus Khadsjijevitj Bakhor (tadsjikisk: Фирӯз Ҳоҷиевич Баҳор tr. Firøs Hodsjijevitj Bahor ; russisk: Фируз Бахор (Фируз Хаджиевич Ахмедов) tr. Firus Bakhor (opr.: Firus Khadsjijevitj Akhmedov) født 19. november 1942 i Dusjanbe, Tadsjikistan, USSR) er en tadsjikisk/russisk komponist og lærer. 
Bakhor studerede komposition privat i sin ungdom hos bla. Edouard Khagagortijan. Han studerede senere på Tashkent Musikkonservatorium  hos Boris Tisjtjenko. Han har skrevet 4 symfonier, orkesterværker, kammermusik etc. Bakhor underviste som lærer i komposition på Tashkent Musikkonservatorium. Han hører til de ledende komponister fra Tadsjikistan. 

## Udvalgte værker
- Symfoni nr. 1 (1971, rev.1974-1984) - for orkester
- Symfoni nr. 2 (1976) - for strygeorkester
- Symfoni nr. 3 "Webern-Makom" (1980, rev. 1984) - for orkester
- Symfoni nr. 4 "Buzurg - til minde om Avicenna" (1980-1981) - for orkester